# Барвиновка (Михайловский район)
Барвиновка (укр. Барвінівка) — село,
Любимовский сельский совет,
Михайловский район,
Запорожская область,
Украина.
Код КОАТУУ — 2323383302. Население по переписи 2001 года составляло 148 человек.

## Географическое положение
Село Барвиновка находится на расстоянии в 1 км от села Днепровка и в 2,5 км от села Любимовка.

## История
- 1922 год — дата основания.